# Konsulat Generalny Rzeczypospolitej Polskiej w Łucku

Okręgi konsularne w Ukrainie (kolor jasnoniebieski – Konsulat Generalny w Łucku)

Konsulat Generalny Rzeczypospolitej Polskiej w Łucku (ukr. Генеральне Консульство Республіки Польща в Луцьку) – jeden z pięciu działających na Ukrainie polskich konsulatów generalnych. Został utworzony w 2003 i jest jedynym przedstawicielstwem dyplomatycznym w tym mieście.

## Zadania konsulatu
Utworzenie konsulatu było bezpośrednio związane z wprowadzeniem od 1 października 2003 obowiązku wizowego dla obywateli Ukrainy i wstąpieniem Polski do Unii Europejskiej 1 maja 2004.
Obszar kompetencji Konsulatu Generalnego RP w Łucku obejmuje 3 obwody: wołyński, rówieński i tarnopolski.
Oprócz czynności stricte konsularnych, Konsulat zajmuje się także promocją Polski, rozwojem stosunków dwustronnych i współpracy między Polską i Ukrainą we wszystkich sferach życia politycznego, społecznego, gospodarczego, kulturalnego, naukowego. Szczególne miejsce w tych działaniach zajmuje współpraca transgraniczna i przygraniczna w ramach Euroregionu Bug.
Nocą 28/29 marca 2017 budynek Konsulatu został ostrzelany, najpewniej przy użyciu granatnika. W efekcie uszkodzono najwyższe piętro. 1 października 2017 SBU zatrzymała sprawców zamachu.
W 2022 placówka czasowo zawiesiła działalność w związku z agresją rosyjską na Ukrainę.

## Kierownicy placówki
- 2003–2006 – Wojciech Gałązka
- 2007–2011 – Tomasz Janik
- 2011–2013 – Marek Martinek
- 2013–2016 – Beata Brzywczy
- 2016–2017 – Krzysztof Sawicki, p.o. konsula generalnego
- 2017–2020 – Wiesław Mazur
- 2020–2024 – Sławomir Misiak
- od 2025 – Anna Nowakowska